# Peseggia
Peseggia (Pezeja /pe'zeja/ in veneto) è una frazione del comune di Scorzè, in provincia di Venezia.

## Geografia fisica
La frazione si colloca a est del capoluogo comunale, tra Cappella e Gardigiano. A nord confina con Zero Branco, mentre a sud con Martellago e Trivignano di Venezia.
La zona di Peseggia è completamente pianeggiante, con altitudini variabili tra i 9 e 12 m s.l.m. Unico corso d'acqua di rilievo è il Dese, che scorre all'estremità sud del territorio, presso il confine con Martellago.

## Origini del nome
Il toponimo deriverebbe da Pisilius, nome latino attestato in queste zone, forse riferito ad un proprietario terriero. Una paraetimologia sostiene che derivi dal latino pisum, indicante l'ortaggio del pisello tradizionalmente coltivato nella zona. Secondo un’altra ipotesi toponomastica il termine Pisilia avrebbe il significato di ‘Gruppo di case rurali’, ‘Villaggio’. Viene rilevato nel ‘Capitulare de villis vel curtis imperii’, tradotto in italiano come ‘Decreto sulle ville’, emanato verso la fine del secolo VIII, gli ultimi anni di regno dell’imperatore Carlo Magno. Si tratta di un documento amministrativo che disciplina le attività rurali, agricole e commerciali delle unità produttive agricole dell’Impero, dette ville. In questo regolamento viene citato anche il termine ‘pisilia’, riferito a costruzioni in cui abitava la popolazione addetta alle attività rurali, molto simili ai casoni..

## Storia
Peseggia dovrebbe essere di origine romana, in quanto sorge presso l'incrocio di un cardine (via Ponte Nuovo-via Verdi) e di un limes intercisivus compresi nella centuriazione altinate. A conferma di ciò, qualche secolo fa due contadini ritrovarono una tomba dell'epoca in località Ca' Nove.
La prima menzione scritta è però del 1146 quando, in un documento del vescovo di Treviso, venne citato il sacerdote Johannes de Pisilia come pievano di Meolo. Nel medioevo fu compresa nei territori di Treviso e rappresentò una cappella dipendente dalla pieve di Martellago (la parrocchia fu istituita nella metà del XIII secolo). Dopo l'arrivo della Serenissima, la villa di Peseggia fu amministrata dalla podesteria di Mestre, pur rimanendo inclusa nel Trevigiano.
Agli inizi del XIX secolo, durante la dominazione francese, Peseggia, con Cappella e Gardigiano, divenne sede di un comune ricadente nel dipartimento del Bacchiglione. Con l'istituzione del Regno Lombardo-Veneto, divenne frazione di Scorzè, comune dapprima compreso nella provincia di Vicenza, passato poi a Padova e infine a Venezia.

## Monumenti e luoghi d'interesse

### Chiesa parrocchiale

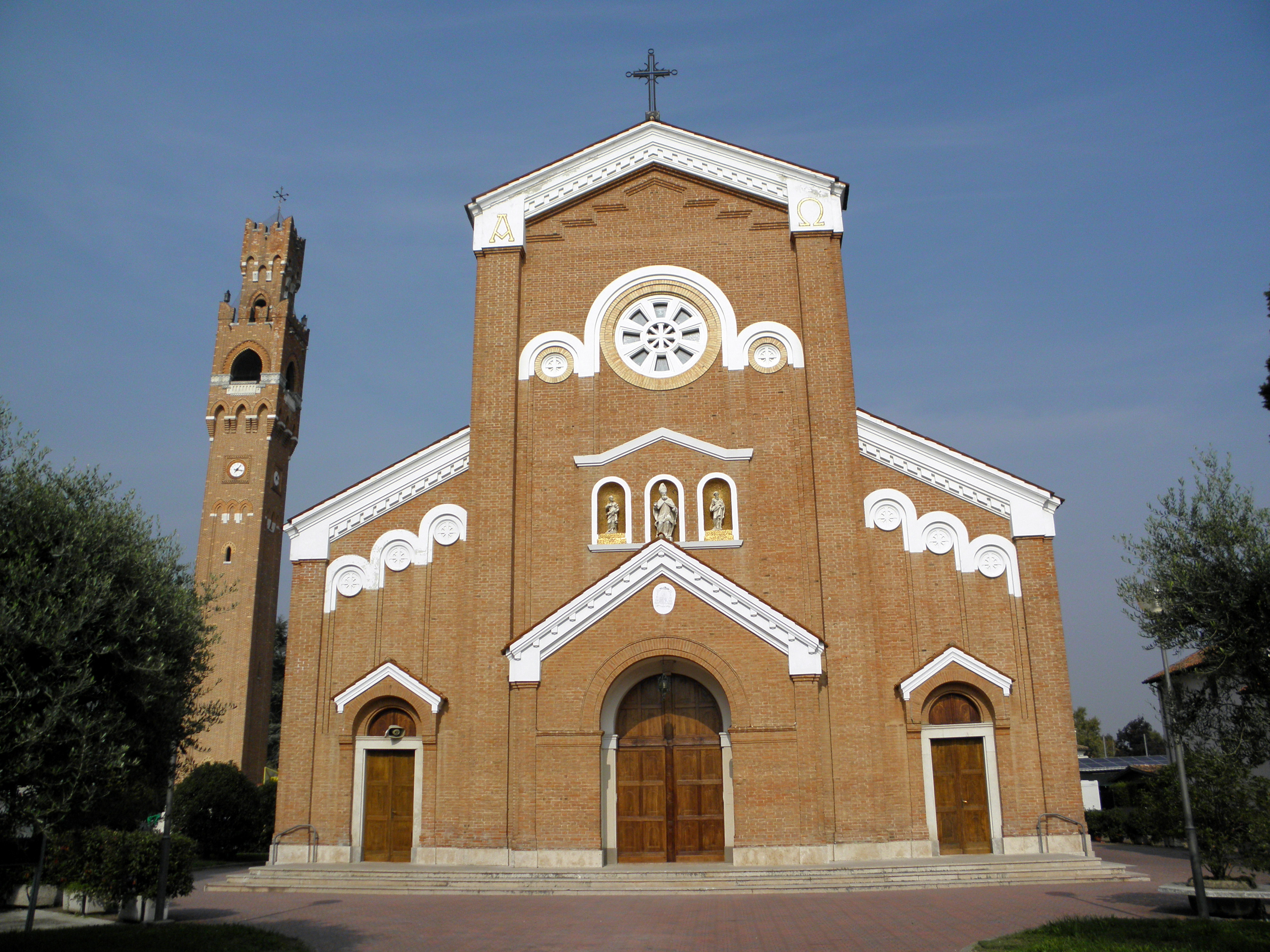
Peseggia, frazione di Scorzè: la chiesa parrocchiale di San Nicolò Vescovo.

L'attuale parrocchiale fu consacrata il 15 settembre 1940 dal vescovo di Treviso Antonio Mantiero e nell'occasione all'antica dedicazione a San Nicola di Bari fu aggiunto anche il titolo di "santuario dell'Addolorata". Sostituì la precedente chiesa oggi adibita a centro sociale. Progettata da Luigi Candiani, si rifà allo stile bizantino.
Il campanile, concluso già nel 1929, si ispira alle torri medievali di Firenze e Siena.

### Sala Pax (antica parrocchiale)
L'edificio detto Sala Pax, dietro la chiesa, è la vecchia parrocchiale oggi adibita a centro sociale. Risalente al 1709, conserva all'interno affreschi di Giovanni Carlo Bevilacqua (Adorazione dei pastori e Sacrificio di Abramo).
Nel 2016 è stato completato un restauro alla struttura e alle aree più vicine a questa.

### Monumento ai caduti

Il centro di Peseggia in una foto degli anni sessanta; si nota il vecchio monumento ai caduti.

In piazza Longo, fu inaugurato nel 1970 in sostituzione di un precedente monumento che sorgeva poco più a sud e ornato di un simulacro della Beata Vergine del 1921. Vi sono rappresentate cinque armi stilizzate rivolte al cielo.

### Ville venete

#### Villa Buratti
Complesso di fine Ottocento inserito in un vasto parco, sorge poco più a nord della chiesa, lungo via Verdi.
La costruzione sostituì un edificio più antico, di origine cinquecentesca e un tempo proprietà del capitolo di San Geremia di Venezia. Nel 1883, quando era proprietà di Giovanni Bianchi, sindaco di Scorzè, le stalle e le adiacenze furono distrutte da un incendio. Attualmente è dei Buratti e versa in grave stato di abbandono.
La facciata principale della casa domenicale si rivolge a sud. Presenta cinque assi di aperture rettangolari; al piano nobile, in corrispondenza del salone centrale, si apre una bifora affacciata su un terrazzo con parapetto in ferro battuto.
A ovest dell'edificio si addossa un lungo annesso rustico.

#### Palazzetto Berton
Si colloca a sud del centro, in via Ponte Nuovo. È una costruzione settecentesca ottenuta da un precedente edificio dei Vanin.
La facciata principale, quella a sud, presenta tre piani con le finestre rettangolari disposte su cinque assi. L'ultimo livello è l'ammezzato ed è coronato da una sopraelevazione con timpano presente anche sul fronte nord. Al piano nobile si apre una monofora affacciata a un terrazzo con parapetto in ferro battuto.
Nel restaurare l'edificio, i Berton hanno apportato notevoli modifiche all'impianto originale, in particolare nei rustici annessi e con l'aggiunta di un volume a fianco della villa.

#### Villa Bragadin
Si affaccia su via Moglianese Peseggia, sorgendo a nord della strada e a ponente della chiesa. Cinquecentesca, nel 1545 risultava di Antonio Serena. Fu restaurata nel 1754 e nel 1772 divenne del veneziano Francesco Scipioni, cui successe Zilio Bragadin, primo sindaco di Scorzè dopo l'Unità d'Italia. Oggi è dei Facchin.
L'impianto della casa domenicale è tipicamente veneziano. A tre piani, l'ingresso principale è anticipato da una breve scalinata in pietra d'Istria ed è sormontato da uno stemma lapideo dei Bragadin. Al piano nobile si apre una finestra ad arco affacciata su una balaustra. Il tutto è concluso da una sopraelevazione centrale con timpano al centro della quale si trova una finestra rettangolare.
Una stanza del piano terra è stata adibita a oratorio privato dagli Scipioni, nel quale sono conservati alcuni dipinti tra cui una notevole Sacra Famiglia.
Al palazzo si affianca una barchessa con portico ad arcate decorato da un affresco raffigurante un paesaggio.

#### Palazzo Merli
Posto poco oltre il precedente complesso, venne costruito nell'Ottocento basandosi, sembra, su un edificio preesistente di cui sono stati individuati i resti. Fu dei Pinaffo, dei Giacomin e dei Merli; attualmente è dei De Faveri.
Il fronte principale è rivolto a mezzogiorno. I tre piani dell'edificio sono partiti da cinque assi e sono conclusi al centro da una sopraelevazione con abbaino coronato da timpano e raccordata al corpo sottostante da volute. Ai lati dell'abbaino si trovano due elementi in muratura (un falso attico) ornati da statue. Le aperture sono sobrie, di forma rettangolare; sull'asse centrale, in corrispondenza dei saloni centrali, si apre il portale d'ingresso e una porta finestra affacciata su un terrazzo con parapetto in ferro battuto.
Il palazzo è affiancato da una barchessa con portico ad arcate a sesto ribassato.
Se esternamente il complesso mantiene l'aspetto originario, gli interni sono stati profondamente rimaneggiati.

#### Ca' Morosini
Sorge appena oltre l'edificio precedente, adiacente al lato sud. Proprietà della contessa Morosini, donde la denominazione, passò nel 1810 ai Marzari e, nel 1930, ai Faziol. Fu comprata poi dai Facchin, per divenire, dal 1938, dei Barbiero e, dal 1970, dei Busatto.
Costruita sul finire del Settecento, presenta un corpo centrale dalle linee severe e poco appariscenti. Il fronte principale, quello rivolto alla strada, ha sette aperture per ciascuno dei tre piani. Sull'asse centrale si trova il portale d'ingresso e, al primo piano, una porta finestra affacciata su un terrazzo con ringhiera in ferro battuto.
Alla casa padronale si addossa un rustico più basso, caratterizzato da aperture rettangolari al piano terra e da oculi al livello superiore. Sono ancora visibili le tracce delle arcate tamponate.
In passato la proprietà si caratterizzava per la bella cancellata in ferro con pilastri ornati da pregevoli statue, mentre, sul retro si estendeva un vasto parco. Oggi gli edifici rimasti versano in pessimo stato di conservazione.

#### Villa Moro, Bernardo, Morchio, Favaro
È situata in via Moglianese Peseggia, verso la fine dell'abitato.
Si tratterebbe della villa più antica del Comune di Scorzè: la struttura dell'edificio e gli elementi gotici lo collocherebbero nella seconda metà del Quattrocento.
La prima citazione è però del 1482 quando era proprietà del patrizio Cristoforo Moro, cugino dell'omonimo doge. I Moro mantennero le proprietà sino alla metà del Cinquecento quando andò in eredità a un nipote degli ultimi Moro, a Giovanni Battista Bernardo. A quest'ultimo si devono alcuni importanti lavori di restauro che diedero all'edificio un aspetto rinascimentale. Dopo la caduta della Serenissima i Bernardo, nel 1812, vendettero questa loro proprietà ai Baretta, che già possedevano l'attuale villa Spangaro. Nel 1863 il palazzo passò ai Morchio e, dal 1948, è dei Favaro che negli anni novanta ne hanno curato il restauro.
La facciata principale presenta sette assi di finestre ed è sopraelevata da un abbaino centrale. In corrispondenza dei saloni centrali si aprono il portale di ingresso, ad arco, e un'analoga porta finestra affacciata su un balconcino con parapetto in ferro battuto. Le altre aperture sono finestre rettangolari, ma quelle al primo piano hanno in realtà il profilo arcuato tamponato. Il restauro ha reso visibili le tracce di finestre a sesto acuto. Sono inoltre presenti lembi di intonaco quattrocentesco decorato con un motivo a tappezzeria.
Ai lati della villa si addossano due camini con comignoli alla veneziana. Nei pressi si possono notare due monofore ad arco trilobato murate.
Per quanto riguarda gli interni, in una stanza del piano terra sono stati portati alla luce i frammenti di un vasto affresco che doveva estendersi su tutte le pareti della stanza; degno di nota è il soffitto alla sansovina. Nel salone del piano nobile si ha un altro ciclo di affreschi cinquecenteschi incorniciati da riquadri a imitazione di arazzi. Di pregevole fattura, rappresentano scene campestri e, in altre stanze, soggetti biblici; spicca particolarmente la veduta di una villa con giardino all'italiana. Autore delle opere non è ancora stato identificato, ma si tratta di un pittore che conosceva bene l'opera del Veronese. 
Sempre nel corso dei restauri è emerso il pavimento originale, in cotto.
Nel 1830 furono demolite le adiacenze dell'edificio, tra cui il parco e l'oratorio dello Spirito Santo. Da quest'ultimo proviene una statua di Sant'Antonio da Padova oggi conservata nella parrocchiale.

#### Barchessa di villa Albertini Fortis, Favaro
Sorge subito a nord della villa precedente. Risalente al XVI secolo, in origine era forse parte di un grande complesso appartenente alle monache di Sant'Andrea della Zirada. Fu poi di Anna Albertini Fortis e oggi è dei Favaro.
L'edificio ha subito vari rimaneggiamenti: all'esterno si raccorda ad altre costruzioni più recenti, mentre gli interni sono stati drasticamente adattati a funzioni abitative e commerciali. Il fronte principale, rivolto a sud, presenta ancora l'originario portico a cinque arcate, di cui quella centrale a tutto sesto e le altre a sesto ribassato. A queste corrispondono al primo piano aperture rettangolari. Sul fronte nord si trovano due grandi caminetti. Sul lato affacciato alla strada si può notare un bassorilievo raffigurante una Madonna con Bambino.
All'interno restano solo alcune parti dell'antico soffitto e la scala in pietra d'Istria per l'accesso al piano superiore.

#### Villa Spangaro

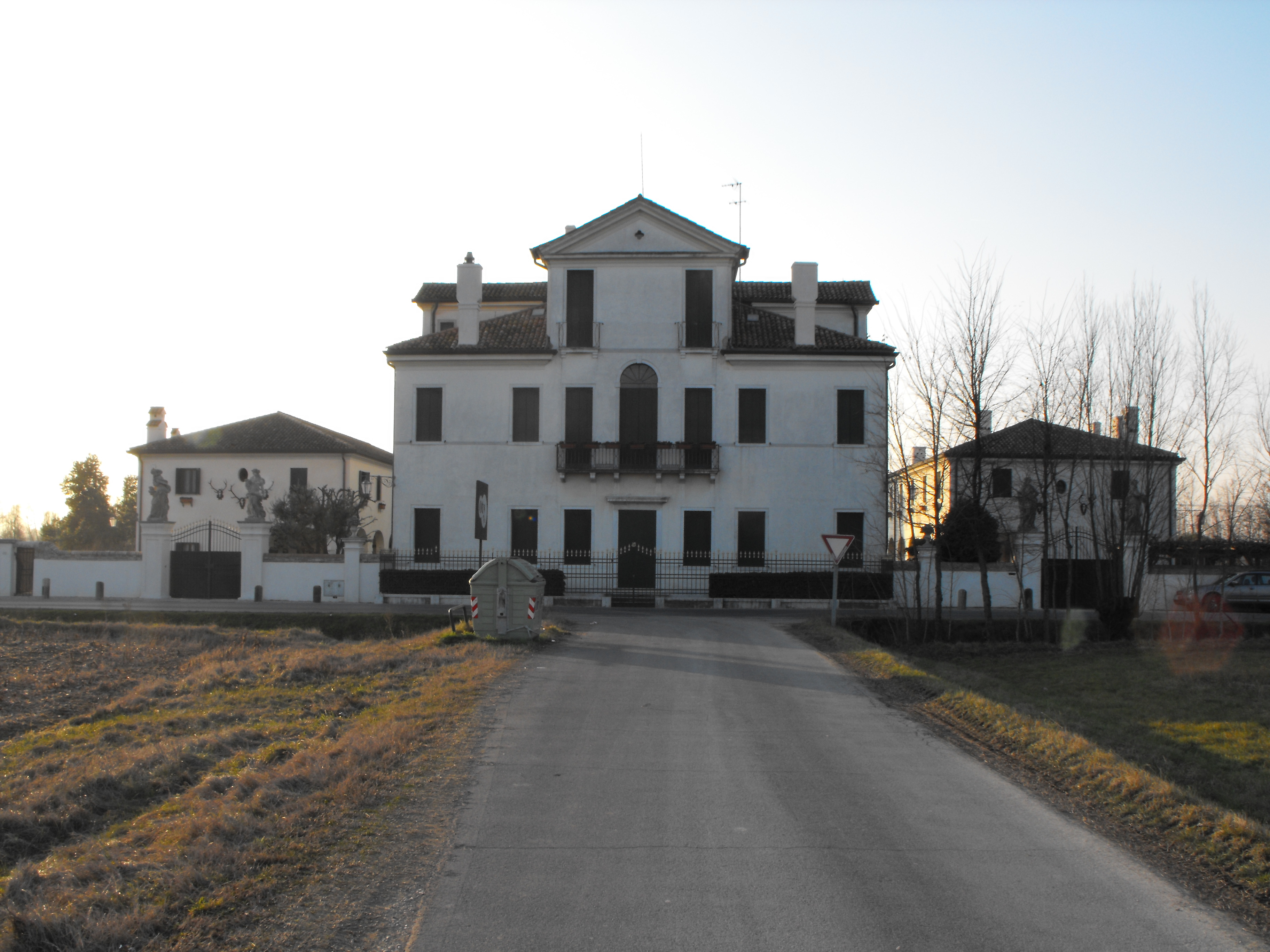
Villa Spangaro.

Sorge lungo via Spangaro, nelle campagne a nordovest del paese.
Costruita nel XVI secolo, appartenne inizialmente agli Scotti. Nel Seicento fu di Gaspare De Luca, poi dei Baretta e dei Piccolo. Dalla fine dell'Ottocento è degli Spangaro, cui appartiene tuttora.
La struttura attuale del complesso risalgono al Seicento. La casa padronale presenta due soli piani ed è organizzata secondo il tipico schema veneziano, con il salone centrale passante e le stanze laterali. La facciata si caratterizza per le sopraelevazioni con timpano, presenti su tutti e quattro i lati della costruzione. Le aperture del fronte si dispongono su sette assi: hanno un semplice profilo rettangolare, fatta eccezione per la porta finestra del piano nobile, archivoltata. Quest'ultima, assieme alle altre due porte finestre che la affiancano, costituisce una specie di trifora affacciata su un balcone con ringhiera in ferro battuto.
Numerose parti della villa sono il risultato dei rimaneggiamenti degli Spangaro del 1888 (come prova la data segnata su un pianerottolo della scala interna). Le modifiche riguardarono soprattutto gli interni, con il restauro delle strutture già esistenti e il rinnovo delle decorazioni, mentre ha mantenuto l'aspetto originario il soffitto alla sansovina del salone centrale al piano terra. Da ricordare, nel salone del piano superiore, un bel caminetto marmoreo.
Per quanto riguarda le costruzioni di servizio, dell'antica grandiosità del complesso rimane ben poco. In origine la casa padronale era affiancata da due ali porticate, il tutto inserito in un vasto giardino con peschiere e oratorio privato. Restano una porzione della barchessa nord e parte della recinzione originaria (pilastri in cotto). La barchessa sud costituisce oggi una proprietà a sé stante.

### Ex base missilistica
Realizzata durante la Guerra fredda, divenne operativa nel 1969 con il nome di "Sito 5" sotto l'egida della NATO allo scopo di difendere l'Italia settentrionale da eventuali attacchi aerei provenienti da est. Gestita dalla 5ª batteria missili contraerei di Mestre, la base disponeva di unità mobili armate con missili Raytheon MIM-23 Hawk. Dopo il crollo dell'Unione Sovietica, l'attività militare cessò nel 1996 e l'ex base missilistica venne dismessa nel 2009. Posta proprio di fronte a Villa Spangaro, la grande area di oltre 18 ettari venne acquisita dal Comune nel 2014, e poi adibita a pista di ciclocross. Fino al 2019, il Rally Città di Scorzè vi ha disputato la prima prova speciale dell'evento, denominata appunto "Base".

## Cultura

### Eventi
- Festa dei Bisi: fine maggio/inizio giugno.
- Sagra della Madonna Addolorata: metà settembre.

## Economia

### Agricoltura
Prodotto tipico delle campagne di Peseggia è il pisello che di recente ha ottenuto il Marchio DE.C.O. La storia del biso, come viene chiamato localmente, risale alla prima metà del Novecento e fulcro di questa economia era il portico dell'osteria Visentin, dove si svolgeva un mercato che richiamava i fruttivendoli dei centri circostanti, Venezia compresa.
La prima Sagra del Pisello fu organizzata nel 1933, ma è dal 1969 che si svolge l'attuale Festa dei Bisi.

## Infrastrutture e trasporti

### Strade
Peseggia sorge sul lato sud di via Nuova Moglianese (SP 39 "Moglianese"), importante arteria che collega Scorzè al confine con la provincia di Treviso, verso il centro di Mogliano Veneto. La strada è stata realizzata da pochi decenni per deviare il traffico da via Moglianese Peseggia, che transita per il centro.
Nelle campagne a nord è stato di recente realizzato il tratto dell'autostrada A4 detto Passante di Mestre.

### Mobilità urbana
Peseggia è servita degli autobus ACTV della linea extraurbana 12 Scorzè-Mogliano/Venezia.